# Yesterdays (альбом Pennywise)
Yesterdays — одиннадцатый студийный альбом панк-рок-группы Pennywise, который был выпущен 15 июля 2014 года. Хотя Pennywise считают Yesterdays полноценным альбомом, он содержит ранее незаписанные (за исключением «No Way Out» и «Slowdown», которые появились в 1989 в A Word From the Wise и в Unknown Road 1993 года соответственно) с их прежним басистом Джейсоном Тёрском. Yesterdays также первый альбом Pennywise с вокалистом Джимом Линдбергом после его ухода в 2009.

## Список композиций
| №                   | Название                                                                      | Длительность |
| ------------------- | ----------------------------------------------------------------------------- | ------------ |
| 1.                  | «What You Deserve»                                                            | 2:47         |
| 2.                  | «Restless Time»                                                               | 1:26         |
| 3.                  | «Noise Pollution»                                                             | 3:18         |
| 4.                  | «Violence Never Ending»                                                       | 1:59         |
| 5.                  | «Am Oi!»                                                                      | 2:11         |
| 6.                  | «Thanksgiving»                                                                | 2:52         |
| 7.                  | «She's a Winner»                                                              | 3:22         |
| 8.                  | «Slowdown»                                                                    | 3:03         |
| 9.                  | «Public Defender»                                                             | 2:10         |
| 10.                 | «No Way Out»                                                                  | 2:44         |
| 11.                 | «I Can Remember»                                                              | 3:44         |
| 12.                 | «Band Practice 89» (некоторые записи группы с репетиций, специальное издание) | 13:38        |
| Общая длительность: | Общая длительность:                                                           | 43:14        |

## Участники
- Джим Линдберг — вокал;
- Флетчер Дрегги — гитара;
- Рэнди Брэдбери — бас;
- Байрон МакМакин — барабаны.

## Другие участники
- Джейсон Тёрск — написание песен, бас (репетиции группы '89);
- Ян Петерсен — продюсер, инженер;
- Джин Гримальди — мастеринг.